# Campeonato Mundial de Gimnasia Artística de 1974
El XVIII Campeonato Mundial de Gimnasia Artística se celebró en Varna (Bulgaria) entre el 20 y el 27 de octubre de 1974 bajo la organización de la Federación Internacional de Gimnasia (FIG) y la Federación Búlgara de Gimnasia.

## Resultados

### Masculino
| Evento                 | Oro                                                                                                   | Plata | Bronce |
| ---------------------- | --- | --- | --- |
| Concurso completo ind. | Shigeru Kasamatsu Japón 115,500 pts.                                                                  | Nikolai Andrianov Unión Soviética 115,375 pts.                                                                                 | Eizo Kenmotsu Japón 114,750 pts.                                                                                     |
| Suelo                  | Shigeru Kasamatsu Japón 19,375                                                                        | Hiroshi Kajiyama Japón 19,325                                                                                                  | Andrei Keranov Bulgaria 19,225                                                                                       |
| Caballo con arcos      | Zoltan Magyar · Hungría · 19,575                                                                      | Nikolai Andrianov Unión Soviética 19,375                                                                                       | Eizo Kenmotsu Japón 19,225                                                                                           |
| Anillas                | Nikolai Andrianov Unión Soviética / Dan Grecu Rumania 19,525                                          | | Andrzej Szajna · Polonia · 19,225                                                                                    |
| Salto de potro         | Shigeru Kasamatsu Japón 19,325                                                                        | Nikolai Andrianov Unión Soviética 19,250                                                                                       | Hiroshi Kajiyama Japón 19,225                                                                                        |
| Paralelas              | Eizo Kenmotsu Japón 19,375                                                                            | Nikolai Andrianov Unión Soviética 19,325                                                                                       | Vladimir Marchenko Unión Soviética 18,850                                                                            |
| Barra fija             | Eberhard Gienger Alemania Occidental 19,500                                                           | Wolfgang Thüne República Democrática Alemana 19,450                                                                            | Eizo Kenmotsu · Japón / · Andrzej Szajna · Polonia · 19,275                                                          |
| Concurso por equipos   | Japón Shigeru Kasamatsu Eizo Kenmotsu Mitsuo Tsukahara Hiroshi Kajiyama Fumio Honma Sawao Kato 571,40 | Unión Soviética Nikolai Andrianov Edvard Mikaelian Vladimir Marchenko Paata Shamugiya Vladimir Safronov Viktor Klimenko 567,35 | República Democrática Alemana Wolfgang Thüne Bernd Jäger Wolfgang Klotz Rainer Hanschke Lutz Mack Olaf Grosse 562,40 |

### Femenino
| Evento                 | Oro | Plata | Bronce |
| ---------------------- | --- | --- | --- |
| Concurso completo ind. | Liudmila Turischeva Unión Soviética 78,450 pts.                                                                  | Olga Kórbut Unión Soviética 77,650 pts.                                                                                          | Angelika Hellmann República Democrática Alemana 76,875 pts.                                                            |
| Suelo                  | Liudmila Turischeva Unión Soviética 19,775                                                                       | Olga Kórbut Unión Soviética 19,600                                                                                               | Resudan Siharulidze Unión Soviética / Elvira Saadi Unión Soviética 19,550                                              |
| Salto de potro         | Olga Kórbut Unión Soviética 19,450                                                                               | Liudmila Turischeva Unión Soviética 19,200                                                                                       | Bozena Perdykulova Checoslovaquia 19,075                                                                               |
| Barras asimétricas     | Annelore Zinke República Democrática Alemana 19,650                                                              | Olga Kórbut Unión Soviética 19,575                                                                                               | Liudmila Turischeva Unión Soviética 19,500                                                                             |
| Barra                  | Liudmila Turischeva Unión Soviética 19,725                                                                       | Olga Kórbut Unión Soviética 19,525                                                                                               | Nelli Kim Unión Soviética 19,200                                                                                       |
| Concurso por equipos   | Unión Soviética Ludmilla Tourischeva Olga Korbut Elvira Saadi Rusudan Sikharulidze Nina Dronova Nelli Kim 384,15 | República Democrática Alemana Angelika Hellmann Annelore Zinke Richarda Schmeißer Bärbel Röhrich Heike Gerisch Irene Abel 376,55 | Hungría · Krisztina Medveczky · Mónika Császár · Zsuzsa Nagy · Marta Egervari · Zsuzsa Matulai · Ágnes Bánfai · 370,60 |

## Medallero
| Núm. | País           | Oro | Plata | Bronce | Total |
| ---- | -------------- | --- | ----- | ------ | ----- |
| 1    | URSS           | 6   | 10    | 5      | 21    |
| 2    | Japón          | 5   | 1     | 4      | 10    |
| 3    | RDA            | 1   | 2     | 2      | 5     |
| 4    | Hungría        | 1   | 0     | 1      | 2     |
| 5    | RFA            | 1   | 0     | 0      | 1     |
| 5    | Rumania        | 1   | 0     | 0      | 1     |
| 7    | Polonia        | 0   | 0     | 2      | 2     |
| 8    | Bulgaria       | 0   | 0     | 1      | 1     |
| 8    | Checoslovaquia | 0   | 0     | 1      | 1     |
|      | TOTAL          | 15  | 13    | 16     | 44    |